# Comuna Pișceane, Bahciîsarai
Pișceane (în ucraineană Піщане) este o comună în raionul Bahciîsarai, Republica Autonomă Crimeea, Ucraina, formată din satele Berehove și Pișceane (reședința).

## Demografie
Componența lingvistică a comunei Pișceane
     Rusă (79,31%)
     Ucraineană (11,39%)
     Tătară crimeeană (8,02%)
     Alte limbi (0,61%)
Conform recensământului din 2001, majoritatea populației comunei Pișceane era vorbitoare de rusă (79,31%), existând în minoritate și vorbitori de ucraineană (11,39%) și tătară crimeeană (8,02%).